# کارل ویلهلم رزنموند
کارل ویلهلم رزنموند (آلمانی: Karl Wilhelm Rosenmund؛ ۱۵ دسامبر ۱۸۸۴ – ۸ فوریهٔ ۱۹۶۵) شیمیدان اهل آلمان بود.